# Azhar ibn Yahya
Àzhar ibn Yahya ibn Zuhayr ibn Fàrqad, de malnom Azhar-e Kar, ‘Azhar l'Ase’, fou el tercer cosí i comandant militar dels emirs safàrides Yaqub ibn al-Layth i Amr ibn al-Layth; la genealogia que remunta a tota la família fins als sassànides és completament falsa. No es coneix ni la data de naixement ni la de la mort, però va viure a la segona meitat del segle ix.
Fou lloctinent de Yaqub ibn al-Layth (867-879) i Amr ibn al-Layth (879-901) i va actuar no solament al camp de batalla sinó com un secretari eficient. Va governar el Sistan en absència dels seus cosins emirs, i en concret es coneixen almenys dues vegades en què això va passar: el 875 quan Yaqub era absent al Fars, i altre cop el gener del 890 quan Amr era igualment al Fars i el seu germà Alí ibn Layth es va escapar de la seva preso a Bam i va organitzar un exèrcit amb el qual va intentar apoderar-se de Sistan i Azhar va organitzar la defensa i va expulsar al rebel cap al Khurasan. Altres tasques importants foren el 862 quan va negociar amb als kharigites de Sistan que es van posar al servei de Yaqub i li van garantir els seus futurs èxits; el 868/869 quan va combatre al Kirman contra el governador del califa Alí ibn Husayn i va capturar personalment al general califal Ṭawq ibn Mughal·lix; i en l'expedició contra el zonbil, títol que portava el governant local de Zamindawar al sud-est de l'Afganistan